# 한국PD대상
한국PD대상은 ‘한국PD연합회’가 방송 프로듀서와 방송인들을 격려하고 미래지향적 방송 구현을 위해 매년 치러지며, 올해의 PD상, 실험정신상, 작품상, 제작부문상, 공로상, 출연자상 총 6개 부문을 시상한다. 한해를 빛낸 작품과 방송인을 선정하기 위해 후보작과 방송인들이 각 방송사 PD협회와 지부를 통하여 접수, 추천되었으며 심사에는 현직 방송사 PD들이 참여한다.

## 역대 주요 부문 수상작(자)

### 2010년
제22회 한국PD대상
- 일시 : 2010년 2월 23일
- 장소 : 서울 광진구 능동 유니버설아트센터
- 사회자 : 손범수, 태연

| 부문                               | 수상작(자)                                                                               |
| ---------------------------------- | ---------------------------------------------------------------------------------------- |
| 작품상 TV드라마 부문               | MBC 창사 48주년 특별기획 《선덕여왕》                                                    |
| 작품상 TV 시사 다큐멘터리 부문     | 독립PD협회 KBS 특별기획 5부작 《인사이트 아시아 - 인간의 땅》                            |
| 작품상 TV 교양 정보 부문           | MBC 《불만제로》 - 정수기의 위험한 진실                                                  |
| 작품상 TV 예능 부문                | MBC 《무한도전》                                                                         |
| 작품상 TV 지역 부문                | 부산MBC 《무전기1.3.0.0》, 춘천MBC 안중근의사 의거 100주년 특별기획 《안중근, 북위38도》 |
| 작품상 라디오 지역 부문            | TBC ‘매직? 뮤직!’/TBN대구 특집다큐멘터리 ‘300일의 기록-선하씨의 특별한 도전’             |
| 실험정신상 라디오 부문             | KBS ‘김소은의 처음 만난 클래식 Listen&Lesson 해설이 있는 클래식 전집 출반 기념특집’      |
| 작품상 TV 독립제작 부문            | 독립PD협회 ‘EBS 다큐프라임’ 말라위, 물 위의 전쟁                                         |
| 작품상 라디오시사 교양 드라마 부문 | MBC 다큐멘터리 드라마 ‘격동 50년’                                                        |
| 작품상 라디오음악 오락 부문        | KBS ‘유희열의 라디오천국’                                                                |
| 작품상 라디오특집 부문             | KBS 다큐멘터리 ‘편지’                                                                    |
| 출연자상 가수 부문                 | 소녀시대, 장기하와 얼굴들                                                                |
| 출연자상 탤런트 부문               | 고현정                                                                                   |
| 출연자상 성우 부문                 | 이규화                                                                                   |
| 출연자상 코미디언 부문             | 박성호                                                                                   |
| 출연자상 TV진행자 부문             | 김제동                                                                                   |
| 출연자상 라디오진행자 부문         | 컬투                                                                                     |
| 제작부문상 TV작가 부문             | 김영현, 박상연                                                                           |
| 제작부문상 라디오작가 부문         | CBS 소승근                                                                               |
| 제작부문상 기술 부문               | 극동방송 이종보                                                                          |
| 제작부문상 촬영 부문               | SBS뉴스텍 안재현                                                                         |
| 제작부문상 미술 부문               | EBS 김성욱                                                                               |
| 제작부문상 음악 효과 부문          | OBS 경인TV 이동근                                                                        |
| 올해의 PD상                        | 독립PD협회 강경란 박봉남                                                                 |
| 실험정신상 TV 부문                 | EBS ‘다큐프라임’ 2부작 ‘바퀴’                                                            |
| 공로상                             | EBS 박상호/CBS 이영선                                                                    |

### 2011년
제23회 한국PD대상
- 일시 : 2011년 2월 28일
- 장소 : 서울 목동 방송회관 2층 브로드홀
- 사회 : 유형서, 배현진

| 부문                               | 수상작(자)                                                                           |
| ---------------------------------- | ------------------------------------------------------------------------------------ |
| 작품상 TV드라마 부문               | KBS 2TV `추노`                                                                       |
| 작품상 TV 시사 다큐멘터리 부문     | MBC `PD수첩-이 정부는 왜 나를 사찰했나?`                                             |
| 작품상 TV 교양 정보 부문           | EBS `교육대기획 10부작-학교란 무엇인가`                                              |
| 작품상 TV 예능 부문                | KBS 2TV `남자의 자격-남자 그리고 하모니` 편                                          |
| 작품상 TV 지역 부문                | KBS 창원 소화제2 한가위특집 `효도변기` 2부작 포항 MBC 특별기획 HD다큐멘터리 `독도野` |
| 작품상 라디오 부문                 | MBC <배한성 배칠수의 고전열전-삼국지>                                                |
| 작품상 라디오 지역 부문            | 여수MBC 창사 40주년 특집드라마 `보리밭에 달이 뜨고`                                  |
| 실험정신상 라디오 부문             | EBS `다큐프라임-1935코레아, 스텐베리만의 기억`                                       |
| 작품상 TV 독립제작 부문            | EBS `다큐프라임 -호랑이 수난사`                                                      |
| 작품상 라디오시사 교양 드라마 부문 | MBC `손석희의 시선집중`                                                              |
| 작품상 라디오음악 오락 부문        | KBS `이무송 임수민의 희망가요`                                                       |
| 작품상 라디오특집 부문             | CBS 특별기획 3부작 <세상의 모든 이야기>                                              |
| 출연자상 탤런트 부문               | 장혁                                                                                 |
| 출연자상 성우 부문                 | 서혜정                                                                               |
| 출연자상 코미디언 부문             | 이수근                                                                               |
| 출연자상 TV진행자 부문             | 박미선                                                                               |
| 출연자상 라디오진행자 부문         | 김창완                                                                               |
| 제작부문상 TV작가 부문             | 김동용                                                                               |
| 제작부문상 라디오작가 부문         | 김은선                                                                               |
| 제작부문상 기술 부문               | 황규익                                                                               |
| 제작부문상 촬영 부문               | 안재민                                                                               |
| 제작부문상 미술 부문               | 김재준                                                                               |
| 제작부문상 음악 효과 부문          | 안익수                                                                               |
| 올해의 PD상                        | MBC `PD수첩-검사와 스폰서` 편                                                        |
| 공로상                             | 유동종(KBS)/이근행(MBC)                                                              |

### 2012년
제24회 한국PD대상
- 일시 : 2012년 3월 5일
- 장소 : 서울 강남구 도곡동 EBS스페이스
- 사회 :

| 부문                             | 수상작(자)                                                      |
| -------------------------------- | --------------------------------------------------------------- |
| 올해의 PD 부문                   | KBS `강희중`                                                    |
| 실험정신 TV 부문                 | MBC `우리들의 일밤 나는 가수다`(김영희, 신정수, 이지선, 이병혁) |
| 실험정신 라디오 부문             | KBS `실험다큐 소리로 보는 세상`(박천기, 이은미, 민일홍)         |
| 작품상 TV드라마 부문             | SBS `뿌리깊은 나무`(장태유, 신경수)                             |
| 작품상 TV시사다큐 부문           | KBS `KBS스페셜심리치유 8주의 기록 '함께살자'(류지열)            |
| 작품상 TV교양정보 부문           | KBS `사이언스 대기획 인간탐구 3부작<기억>`(김윤환, 박은희)      |
| 작품상 TV예능 부문               | KBS `개그콘서트(서수민)`                                        |
| 작품상 TV지역정보 부문           | 부산MBC `포토에세이 <골목>`(김성희)                             |
| 작품상 TV지역특집 부문           | KBS대구 `특별기획 다큐멘터리 소리`(이형일)                      |
| 작품상 TV독립제작 부문           | 독립PD협회 '서대문형무소 비밀의 기록을 찾다'(김승희)            |
| 작품상 라디오지역특집 부문       | 부산MBC `대륙에 울려퍼진 오폐라 아리랑`(도상형)                 |
| 작품상 라디오시사교양드라마 부문 | EBS `김현정의 뉴스쇼`(손근필, 김현정, 서병석)                   |
| 작품상 라디오특집 부문           | EBS `가정의달 특집 수정이가 처음 만난 세상`(유창수)             |
| 작품상 라디오음악오락 부문       | TBS `염경환과 전영미의 힘내라2시`(양승창)                       |
| 출연자상 가수 부문               | `아이유`                                                        |
| 출연자상 탤랜트 부문             | `신하균`                                                        |
| 출연자상 성우 부문               | `김세원`                                                        |
| 출연자상 코미디언 부문           | `최효종`                                                        |
| 출연자상 TV진행자 부문           | `박미선`                                                        |
| 출연자상 라디오진행자 부문       | `양희은, 강석우`                                                |
| 공로상                           | `신언훈`(SBS다큐멘터리 프로듀서)                                |
| 특별상 어린이/청소년 부문        | EBS `안소진, 이호`                                              |
| 제작부문상 TV작가 부문           | `홍정은, 홍미란`                                                |
| 제작부문상 라디오작가 부문       | `김도상(MBC)`                                                   |
| 제작부문상 기술 부문             | `김호석(EBS)`                                                   |
| 제작부문상 촬영 부문             | `강한숲(EBS)`                                                   |
| 제작부문상 미술 부문             | `박종덕(SBS)`                                                   |
| 제작부문상 음악효과 부문         | `장재영(KBS)`                                                   |

### 2013년
제25회 한국PD대상
- 일시 : 2013년 3월 14일
- 장소 : 서울 KBS신관 TV공개홀
- 사회 :

| 부문                             | 수상작(자)                                                                 |
| -------------------------------- | -------------------------------------------------------------------------- |
| 올해의 PD 부문                   | KBS `서수민`(개그콘서트)                                                   |
| 실험정신 TV 부문                 | 경남MBC `사투리의 눈물 콸! <콱,마! 궁디를 주차뿌까?`(최민철)               |
| 실험정신 라디오 부문             | CBS `2012년 대한민국 소리여행 <장인, 생각하는 손>`(박재철)                 |
| 작품상 TV드라마 부문             | SBS `추적자 THECHASER`(조남국)                                             |
| 작품상 TV시사다큐 부문           | SBS `최후의 제국(장경수)'                                                  |
| 작품상 TV교양정보 부문           | RBS 교육대기획10부작 `학교의 고백`(정성욱, 김현우, 박유준)                 |
| 작품상 TV예능 부문               | SBS `힐링캠프, 기쁘지 아니한가 -차인표 편(백승일)`                         |
| 작품상 TV지역정보 부문           | 강원민방 `DMZ스토리 <G1 강원민방>`(김태정)                                 |
| 작품상 TV지역특집 부문           | 충주MBC `창사42주년특집 다큐멘터리 <투구꽃 그 마을>`(오규익)               |
| 작품상 TV독립제작 부문           | 독립PD협회 'Splendidbut sad days 순천'(이홍기)                             |
| 작품상 라디오지역특집 부문       | CBS제주 `ON AIR! 지꺼진 상상`(김영미)                                      |
| 작품상 라디오시사교양드라마 부문 | EBS `詩 콘서트`(문영주, 정정화)                                            |
| 작품상 라디오특집 부문           | KBS 쿨FM특별기획 음악다큐멘터리 `K-POP 런던에서 길을 묻다`(김홍범, 정현재) |
| 작품상 라디오음악오락 부문       | MBC `강석, 김혜영의 싱글벙글쇼`(김애나)                                    |
| 출연자상 가수 부문               | `씨스타`                                                                   |
| 출연자상 탤랜트 부문             | `유준상`                                                                   |
| 출연자상 성우 부문               | `정미숙`                                                                   |
| 출연자상 코미디언 부문           | `김준호`                                                                   |
| 출연자상 TV진행자 부문           | `정세진`                                                                   |
| 출연자상 라디오진행자 부문       | `이동우, 김다혜`                                                           |
| 공로상                           | `김승월`(전직MBC 프로듀서)                                                 |
| 특별상 어린이/청소년 부문        | EBS `오정석'(유아프로그램 모여라!딩동댕)                                   |
| 제작부문상 TV작가 부문           | `박윤미`(SBS <그것이 알고싶다>)                                            |
| 제작부문상 라디오작가 부문       | `이수진(CBS)`(<오미희의 행복한 동행>)                                      |
| 제작부문상 기술 부문             | `허준(KBS)`                                                                |
| 제작부문상 촬영 부문             | `강규원(KBS)`                                                              |
| 제작부문상 미술 부문             | `정지섭(MBC)`                                                              |
| 제작부문상 음악효과 부문         | `강창학(EBS)`                                                              |

### 2014년
제26회 한국PD대상
- 일시 : 2014년 4월 17일
- 장소 : 경기 고양시 일산동구 장항동 MBC드림센터
- 방송 : 세월호 여객선 침몰사고를 이유로 비공개 진행

| 부문                             | 수상작(자)                        |
| -------------------------------- | --------------------------------- |
| 올해의 PD 부문                   | CBS `김현정의 뉴스쇼`             |
| 실험정신 TV 부문                 | KBS `의궤, 8일간의 축제(최필곤)') |
| 실험정신 라디오 부문             | CBS창사특집 (손근필)              |
| 작품상 TV드라마 부문             | KBS `《굿 닥터》`(기민수)         |
| 작품상 TV시사다큐 부문           | SBS `최후의 제국(장경수)'         |
| 작품상 TV교양정보 부문           | MBC 불만제로(이우환)              |
| 작품상 TV예능 부문               | SBS `백년손님 - 자기야(민의식)`   |
| 작품상 TV지역정보 부문           | 삼척MBC 동...(오훈식)             |
| 작품상 TV지역특집 부문           | 포항MBC 아..(김욱한,최동...)      |
| 작품상 TV독립제작 부문           | MBC다큐스페셜(임완호)             |
| 작품상 라디오지역특집 부문       | 광주MBC 특..(김귀빈)              |
| 작품상 라디오시사교양드라마 부문 | '라디오 인물...`(손희준)          |
| 작품상 라디오특집 부문           | CBS기획특집(이진성, 박재..)       |
| 작품상 라디오음악오락 부문       | MBC `정오의 희망곡`(양시영)       |
| 출연자상 탤랜트 부문             | `주원`                            |
| 출연자상 가수 부문               | `EXO`                             |
| 출연자상 성우 부문               | `김석환`                          |
| 출연자상 TV진행자 부문           | `유희열`                          |
| 출연자상 라디오진행자 부문       | `배미향`                          |
| 출연자상 코미디언 부문           | `김지민`                          |
| 제작부문상 TV작가 부문           | `안선효`                          |
| 제작부문상 라디오작가 부문       | `남미영`                          |
| 제작부문상 기술 부문             | `김현수`                          |
| 제작부문상 음악효과 부문         | `고성필`                          |
| 제작부문상 촬영 부문             | `손인식,윤권..`                   |
| 제작부문상 미술 부문             | `이하정`                          |
| 공로상                           | `김종학`.'정초영'                 |
| 특별상                           | `이성규'                          |

### 2015년
제27회 한국PD대상
- 일시 : 2015년 3월 12일
- 장소 : 서울 마포구 상암동 SBS프리즘타워
- 사회 : 최기환, 서지혜

| 부문                             | 수상작(자)                                                           |
| -------------------------------- | -------------------------------------------------------------------- |
| 작품상 TV예능 부문               | MBC `무한도전 - 토요일 토요일은 가수다`(박진경)                      |
| 작품상 TV시사 다큐멘터리 부문    | KBS 특별기획 10부작 '코리언 지오그래픽'(권혁만,이광록,송철훈,이성범) |
| 작품상 TV교양정보 부문           | EBS `다큐프라임-가족쇼크 9부작`(김광호)                              |
| 작품상 TV드라마 부문             | SBS `《별에서 온 그대》`(오충환)                                     |
| 작품상 TV지역정보 부문           | 부산KBS `시선 360 연속기획 삼성전자 수리기사들의 눈물`(강민채)       |
| 작품상 TV지역특집 부문           | 전주KBS `KBS대기획 시대의 작창 판소리`(손성배)                       |
| 작품상 TV독립제작 부문           | 추석특집 다큐멘터리 백년해로, 참 고마운 당신`(김세건)                |
| 작품상 라디오시상교양드라마 부문 | SBS `한수진의 SBS전망대`(허금욱)                                     |
| 작품상 라디오음악오락 부문       | tbs `9595쇼`(주용진)                                                 |
| 작품상 라디오특집 부문           | CBS `특집다큐멘터리`(유창수)                                         |
| 작품상 TV지역정보 부문           | KNN `노래 하나 얘기 둘`(문근해)                                      |
| 작품상 TV지역특집 부문           | 부산KBS `CBS 특별기획 다큐멘터리 3부작 이슬에 잠들다`(김재식)        |
| 출연자상 라디오진행자 부문       | `김석훈`                                                             |
| 출연자상 TV진행자 부문           | `신동엽`                                                             |
| 출연자상 성우 부문               | `이철용`                                                             |
| 출연자상 가수 부문               | `걸스데이`                                                           |
| 출연자상 코미디언 부문           | `김영희`                                                             |
| 출연자상 탤런트 부문             | `조재현`                                                             |
| 제작부문상 TV작가 부문           | `허수빈, 박찬혁`                                                     |
| 제작부문상 기술 부문             | `이천행, 이석준, 서영호, 김소연`                                     |
| 실험정신 라디오 부문             | `정영선`                                                             |
| 실험정신 TV 부문                 | `백경석`                                                             |
| 공로상                           | `한신평, 최상일`                                                     |
| 올해의 PD 부문                   | EBS `다큐프라임`                                                     |

### 2016년
제28회 한국PD대상
- 일시 : 2016년 3월 18일
- 장소 : 대구육상진흥센터
- 사회 : 이휘재, 박은영

| 부문          | 부문                  | 수상작(자) |
| ------------- | --------------------- | --- |
| 올해의 PD상   | 올해의 PD상           | SBS 《그것이 알고 싶다》 박두선, 정철원, 안교진, 안윤태, 류영우, 배정훈, 도준우, 장경주, 강범석, 주시평, 최민철, 용소연, 최준호 |
| TV 작품상     | 드라마 부문           | KBS 《눈길》 이나정 |
| TV 작품상     | 시사/다큐멘터리 부문  | 뉴스타파 ‘세월호 참사 1주기 특집 - 참혹한 세월, 국가의 거짓말’ 송원근, 박경현                                                   |
| TV 작품상     | 교양/정보 부문        | SBS ‘스페셜 2부작 - 쇼에게 세상을 묻다’ 김종일                                                                                  |
| TV 작품상     | 예능 부문             | MBC 《일밤 - 미스터리 음악쇼 복면가왕》 민철기, 노시용                                                                          |
| TV 작품상     | 지역 부문             | KBS춘천 《올댓뮤직》 200회 ‘200&20’ 2부작 황국찬                                                                                |
| TV 작품상     | 지역특집 부문         | MBC경남 ‘낡은 집’ 김현지 |
| TV 작품상     | 독립제작 부문         | ‘다큐공감 - 엄마와 클라리넷’ 지혜원, 송우용                                                                                     |
| 라디오 작품상 | 시사/교양/드라마 부문 | CBS 《김현정의 뉴스쇼》 손근필, 이진성, 김현정, 홍혁의, 문효선                                                                  |
| 라디오 작품상 | 음악/오락 부문        | TBS ‘9595쇼’ 정우종 |
| 라디오 작품상 | 특집 부문             | KBS ‘세월호 1주기 특집 다큐멘터리 - 어떤 약속’ 박대식, 권예지, 최유빈                                                           |
| 라디오 작품상 | 지역 부문             | TNB대구 ‘달리는 라디오 교통방송입니다’ 권기영                                                                                   |
| 라디오 작품상 | 지역특집 부문         | KNN ‘창사특집 다큐멘터리 7부작 - 소리 내어 읽기 마음의 담장을 넘다’ 문근해                                                      |
| 실험정신상    | TV 부문               | MBC 《마이 리틀 텔레비전》 박진경, 이재석                                                                                       |
| 실험정신상    | 라디오 부문           | KBS ‘꿈을 그리는 소리, 자장가’ 박천기, 김홍범                                                                                   |
| 출연자상      | 가수 부문             | 여자친구 |
| 출연자상      | 탤런트 부문           | 지성 《MBC 킬미힐미》 |
| 출연자상      | 성우 부문             | 서유리 MBC 《마이 리틀 텔레비전》                                                                                               |
| 출연자상      | 코미디언 부문         | 유민상 KBS 《개그콘서트》 |
| 출연자상      | TV 진행자 부문        | 송해 KBS 《전국노래자랑》 |
| 출연자상      | 라디오 진행자 부문    | 최백호 SBS 러브FM 《최백호의 낭만시대》                                                                                         |
| 제작부문상    | TV 작가 부문          | 윤혜정 작가 EBS 《딩동댕 유치원》 등                                                                                            |
| 제작부문상    | 라디오 작가 부문      | 박현주 작가 SBS 파워FM 《아름다운 이 아침, 김창완입니다》                                                                       |
| 제작부문상    | 기술 부문             | OBS 홍성진 |
| 제작부문상    | 미술 부문             | 정홍국 KBS 《장사의 신 - 객주 2015》                                                                                            |
| 제작부문상    | 음악효과 부문         | 극동방송 정문수 |
| 제작부문상    | 촬영 부문             | 이영관 MBC ‘위대한 한 끼’ 등 |
| 공로상        | 공로상                | TBS 정찬형 |
| 특별상        | 특별상                | EBS 《스페이스 공감》 |

### 2017년
제29회 한국PD대상
- 일시 : 2017년 3월 17일
- 장소 : 서울 SBS 등촌 공개홀

| 부문          | 부문                  | 수상작(자) |
| ------------- | --------------------- | --- |
| 올해의 PD상   | 올해의 PD상           | SBS 《그것이 알고 싶다》 박두선, 정철원, 안교진, 안윤태, 류영우, 배정훈, 도준우, 장경주, 강범석, 주시평, 최민철, 용소연, 최준호 |
| TV 작품상     | 드라마 부문           | KBS 《태양의 후예》 이응복 |
| TV 작품상     | 시사/다큐멘터리 부문  | SBS 《그것이 알고 싶다 - 살수차 9호의 미스터리, 백남기 농민 사망 사건의 진실》                                                  |
| TV 작품상     | 교양/정보 부문        | EBS 《다큐프라임-사라진 인류》 김종일                                                                                           |
| TV 작품상     | 예능 부문             | SBS 《미운 우리 새끼》 곽승영                                                                                                   |
| TV 작품상     | 지역 정규 부문        | KBS 창원 《감시자들-거리의 무법자 난폭버스 프로젝트》                                                                           |
| TV 작품상     | 지역 특집 부문        | MBC 울산 《마지막 간수》 |
| TV 작품상     | 독립제작 부문         | MBC 《MBC 스페셜 자유다큐멘터리-한강》                                                                                          |
| 라디오 작품상 | 시사/교양/드라마 부문 | TBS 《김어준의 뉴스공장》 |
| 라디오 작품상 | 음악/오락 부문        | KBS 《박명수의 라디오쇼-게릴라 이벤트 혼밥원정대》                                                                              |
| 라디오 작품상 | 정규 특집 부문        | TBS 《가슴에 담아온 작은 목소리, 9개월의 발자취》                                                                               |
| 라디오 작품상 | 지역 정규 부문        | MBC 울산 《이관열, 이남미의 확 깨는 라디오》                                                                                    |
| 라디오 작품상 | 지역특집 부문         | KNN 《배리어프리 오페라》 |
| 실험정신상    | TV 부문               | KBS 《KBS스페셜-감성과학프로젝트 환생》                                                                                         |
| 실험정신상    | 라디오 부문           | CBS 《김현정의 뉴스쇼-음향뉴스 현장》                                                                                           |
| 출연자상      | 가수 부문             | 트와이스 |
| 출연자상      | 탤런트 부문           | 송중기 《KBS 태양의 후예》 |
| 출연자상      | 성우 부문             | 강수진 KBS 1라디오 《와이파이 초한지》                                                                                          |
| 출연자상      | 코미디언 부문         | 이국주 |
| 출연자상      | TV 진행자 부문        | 신동엽 SBS 《미운 우리 새끼》                                                                                                   |
| 출연자상      | 라디오 진행자 부문    | 배칠수, 전영미 TBS FM 《배칠수 전영미의 9595쇼》                                                                                |
| 제작부문상    | TV 작가 부문          | 김은숙, 김원석 작가 KBS 《태양의 후예》                                                                                         |
| 제작부문상    | 라디오 작가 부문      | 김문숙 작가 CBS 《김현주의 행복한 동행》                                                                                        |
| 제작부문상    | 기술 부문             | SBS 최정문 |
| 제작부문상    | 미술 부문             | MBC 양지희 |
| 제작부문상    | 음악효과 부문         | EBS 이용문 |
| 제작부문상    | 촬영 부문             | EBS 조규백 |
| 공로상        | 공로상                | 이미희 KBS 3라디오 《내일은 푸른하늘》                                                                                          |

### 2018년제30회 한국PD대상
- 한국PD연합회가 주관하는 제30회 한국PD대상은 시상식은 상암 MBC 공개홀에서 열렸다. 한국PD대상은 현직PD 106명이 참여해 지난달 6일부터 22일까지 총128편의 후보작과 방송인에 대해 심사(예심, 본심)를 진행했다.  MBC 김나진, KBS 박소현 아나운서의 사회로 진행된 시상식에는 올해의 PD상, 실험정신상, 작품상(TV·라디오 부문), 제작부문상, 출연자상, 공로상, 특별상 등 총 29개 부문에 대한 시상이 진행되었다.  이날 시상식에서 올해의 PD상은 MBC 'PD수첩' 제작거부 PD들(강효임 김현기 서정문 소형준 이영백 전준영 조윤미 조진영 최원준 황순규)과 KBS 제작거부 및 파업영상제작 PD들(이현정 임종윤 최승현 조애진 박정환 이이백)이 수상했다.

### 2019년제31회 한국PD대상
- 한국PD연합회가 주관하는 제31회 한국PD대상은 시상식은 2019년 4월 9일  김용만, 이혜성 KBS 아나운서의 사회로 여의도 KBS신관공개홀에서 열렸다. 이날 시상식에서 올해의 PD상에 MBC PD수첩 팀이 선정됐다.

### 2020년제32회 한국PD대상
- 한국PD연합회가 주관하는 제32회 한국PD대상 시상식은 2020년 4월 28일 KBS 박지원 아나운서, MBC 김정근 아나운서, SBS 김민형 아나운서의 사회로 서울 상암MBC 공개홀에서 열렸다. 이날 시상식에서 올해의 PD상에 EBS 《자이언트 펭TV》, 독립PD협회 《부재의 기억(In the Absence)》 이 선정됐다.